# Vidovics Ágoston
Vidovics Ágoston (Dunapentele, 1794. április 2. – Pápakovácsi, 1858. február 5.) író, nyelvész, lelkész.

## Életpályája
Polgári nevelésben részesült és ennek megfelelően Székesfehérváron, majd Győrben tanult. Innen Veszprémben végzett  teológiai tanulmányai után 1814-ben szentelték fel. 1819-1826 között Pápán dolgozott. 1823-ig káplán, majd 1826-tól Pápakovácsi plébánosa lett.
Péteri Takáts József családjánál való nevelősködése idején kezdett nyelvészettel és a nyelvújítással foglalkozni. Mérsékelt nyelvújítóként bírálta Kazinczy Ferenc és köre nyelvújító túlzásait A Magyar Neologia Rostálgottatása című művében (Pest, 1826.). A Pápakovácsi plébánia könyvtára 14 kéziratos művét őrzi. 1858. február 5-én Pápakovácsiban hunyt el.